# Nesbitt (Teksas)
Nesbitt je gradić u američkoj saveznoj državi Teksas. Prema popisu stanovništva iz 2010. u njemu je živjelo 281 stanovnika.